# Podourip
Podourip is een bestuurslaag in het regentschap Kebumen van de provincie Midden-Java, Indonesië. Podourip telt 1304 inwoners (volkstelling 2010).